# Metynnis guaporensis
Metynnis guaporensis is een straalvinnige vissensoort uit de familie van de echte piranha's (Serrasalmidae). De wetenschappelijke naam van de soort is voor het eerst geldig gepubliceerd in 1915 door Eigenmann.